# Polson
Polson – miasto w Stanach Zjednoczonych, w stanie Montana, siedziba administracyjna hrabstwa Lake.